# Saarpolygon
Das Saarpolygon in Ensdorf (Saar) im Landkreis Saarlouis ist eine stählerne Skulptur und ein Denkmal zur Erinnerung an den im Juni 2012 endgültig beendeten Steinkohlenbergbau im Saarrevier.

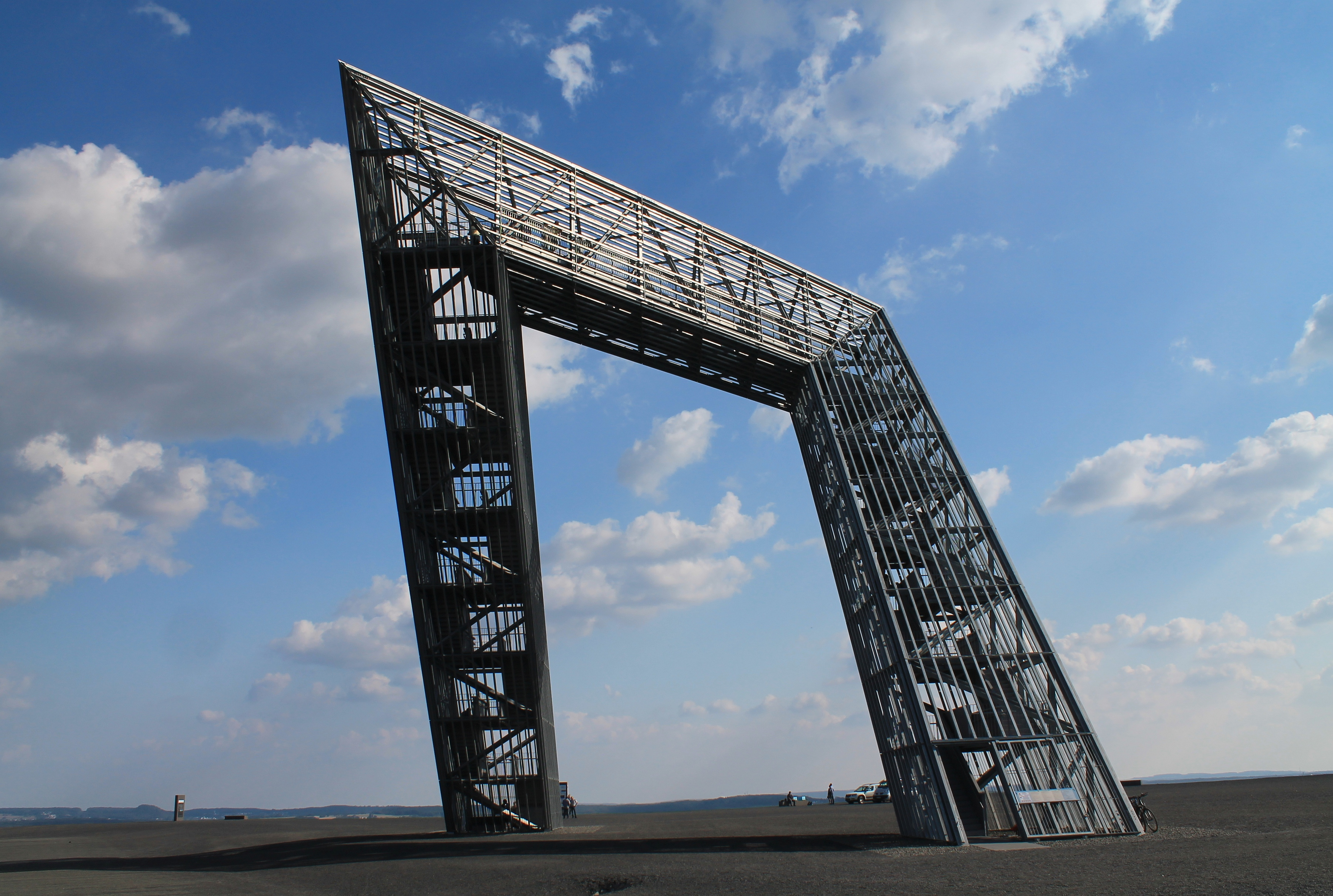
Das Saarpolygon

## Vorgeschichte
Im Gebiet des heutigen Saarlands wurde über einen Zeitraum von mehreren Jahrhunderten Steinkohle gefördert. Zeitweise war die Branche der größte Arbeitgeber der Region. Im Juni 2012 wurde die letzte saarländische Grube, das Bergwerk Saar mit Hauptstandort Ensdorf, geschlossen. Seitdem ist der Steinkohlenbergbau im Saarrevier Geschichte. Dennoch ist die Geschichte des Steinkohlenbergbaus mitsamt den damit verbundenen Traditionen ein wesentlicher Identifikationsfaktor für die Region.

## Geschichte des Saarpolygons

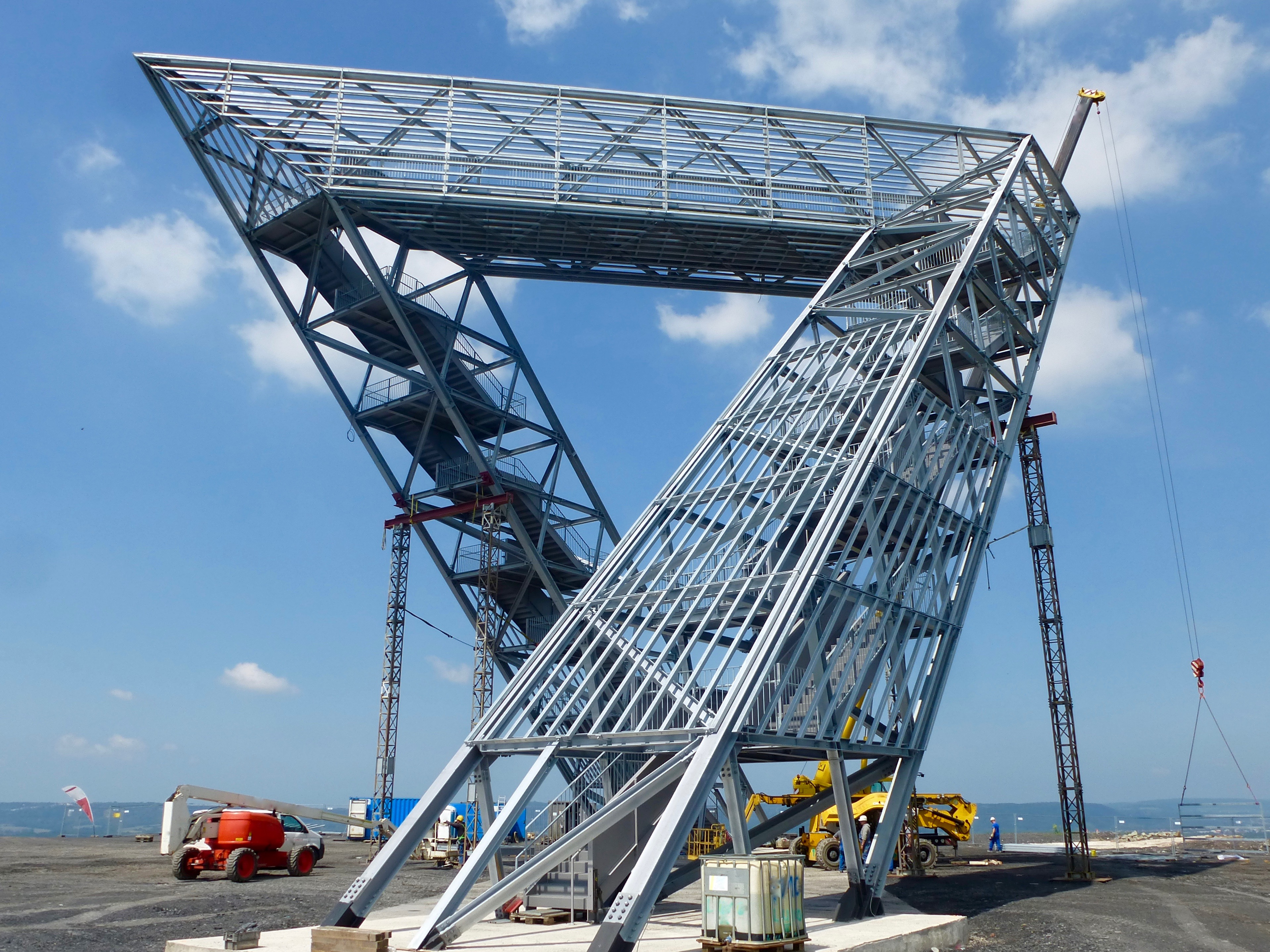
Das Saarpolygon im Bau

Im Zuge der Beendigung des Steinkohlenbergbaus gründete sich der Verein Bergbauerbe Saar e. V., dessen satzungsmäßiger Zweck die Förderung der industriellen Kultur des Bergbaus ist: „Mit der Errichtung einer Landmarke als Identifikationspunkt sollen die technischen und sozialen Leistungen des Saarbergbaus und seiner Beschäftigten, die das Saarland im besonderen Maße geprägt haben, im kollektiven Bewusstsein gehalten werden.“
In Zusammenarbeit mit der RAG AG, die über ihre Tochtergesellschaft DSK zuletzt den Steinkohlenbergbau an der Saar betrieb, wurde ein Ideenwettstreit zur künstlerischen Umsetzung der Landmarke ausgerufen. Es wurden 147 Entwürfe eingereicht; Sieger des Wettbewerbs war das Berliner Architektenduo Katja Pfeiffer und Oliver Sachse. Ihr Entwurf einer begehbaren Großskulptur, der „als Symbol des Wandels in abstrakter Formensprache vielgestaltige Bergbaumotive nachzeichnet“, soll in den Augen des Betrachters ein Tor in die Zukunft bilden. Die Formensprache der puristischen Stahlgitterkonstruktion soll die Untrennbarkeit von Herkunft und Zukunft im Lande zum Ausdruck bringen und die klassische Verbundenheit von Kohle, Stahl und Energie im Saarland zeigen.
Die begehbare Großplastik wurde im Frühjahr 2016 errichtet und wurde nach der Fertigstellung am 16./17. September 2016 eingeweiht und der Öffentlichkeit übergeben. Die rund zwei Millionen Euro Baukosten wurden durch den Verein Bergbauerbe Saar e. V., die RAG AG, die RAG-Stiftung, die saarländische Landesregierung sowie durch Spenden finanziert. Spender konnten für 1000 € symbolisch eine Treppenstufe im Inneren des Polygons kaufen; auf der Stufe wurde jeweils eine Plakette mit den Namen der Spender angebracht.

## Standort
Das Saarpolygon steht auf der Bergehalde Duhamel in Ensdorf, der Bergehalde des Bergwerks Saar. Diese Halde mit einer Grundfläche von rund 50 Hektar erhebt sich rund 150 Meter über das umliegende Saartal. Auf Grund der exponierten Lage ist das Polygon weithin aus allen Himmelsrichtungen sichtbar.

## Daten
Das begehbare Denkmal ist 27,55 Meter hoch. Zu dem 40 Meter überspannenden Querstück führen von beiden Seiten Stufen (West-Turm 133 Stufen, Ost-Turm 132 Stufen) in 28 Meter Höhe. Die Aussichtsplattform wiegt rund 60 Tonnen.

## Beschreibung
Das Saarpolygon ist so gestaltet, dass es aus jeder Richtung eine andere Form hat: rechteckiger Torbogen, auf der Spitze oder der Basis stehendes Dreieck, Kreuz mit Querstrich. Im Grundriss hat es die Form eines „Z“.
Da es sich beim Saarpolygon nicht um eine ebene (planare) geometrische Figur, sondern um ein räumliches (im Euklidischen Raum liegendes) Objekt handelt, müsste man genauer von einem nicht-planaren Polygon sprechen.

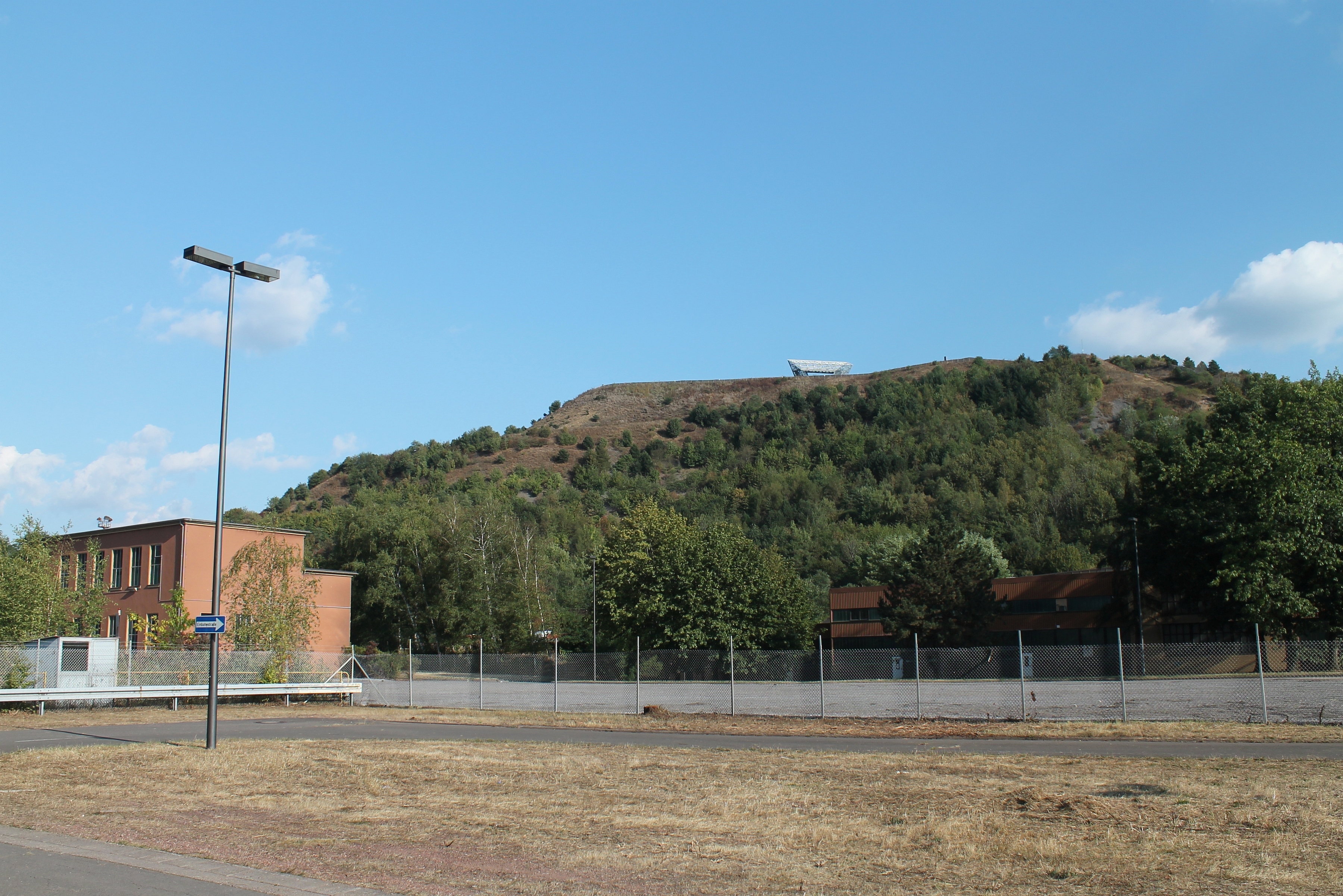
Halde Ensdorf vom Bergwerk Ensdorf aus – der Querträger des Saarpolygons ist gerade noch sichtbar
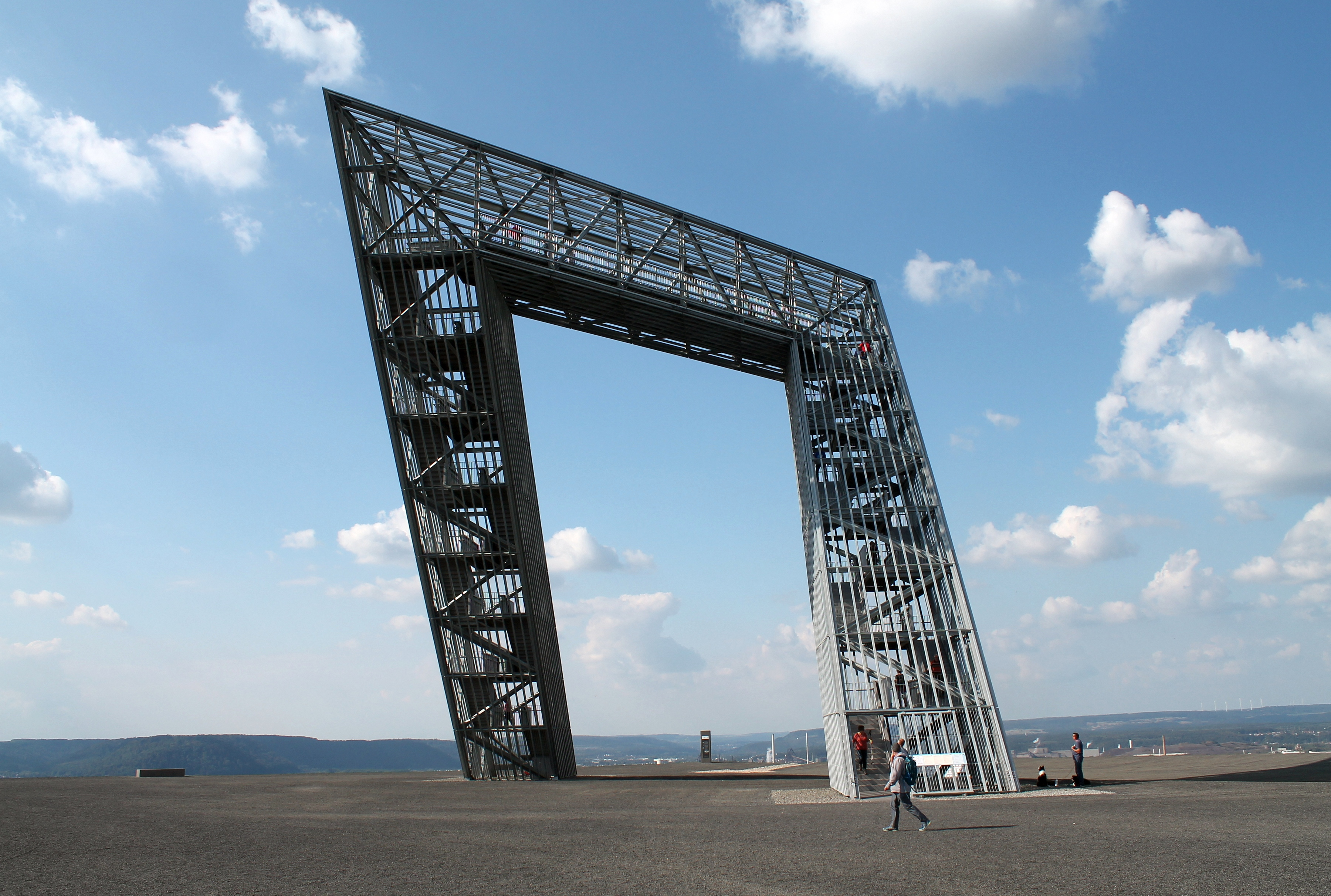
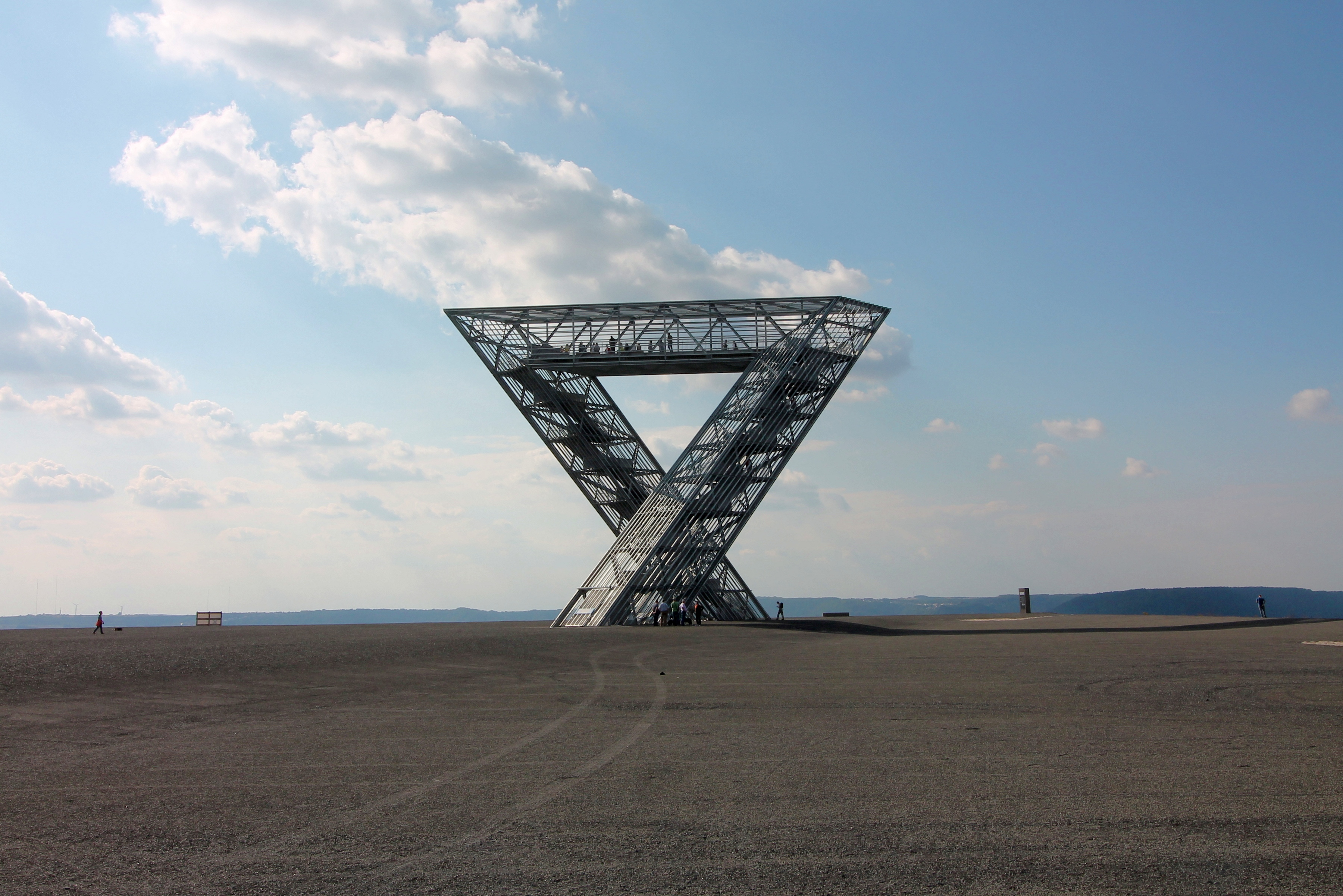
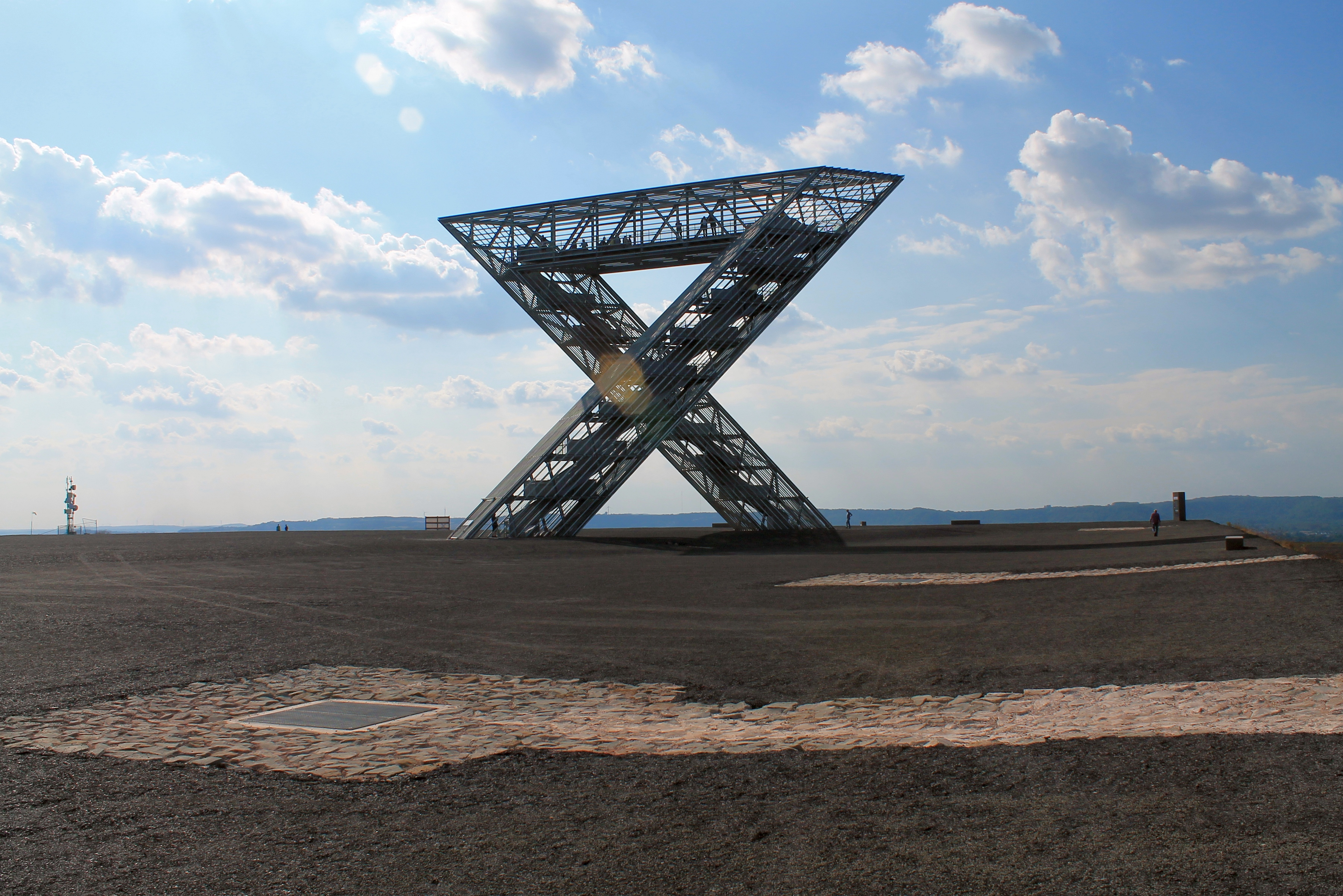
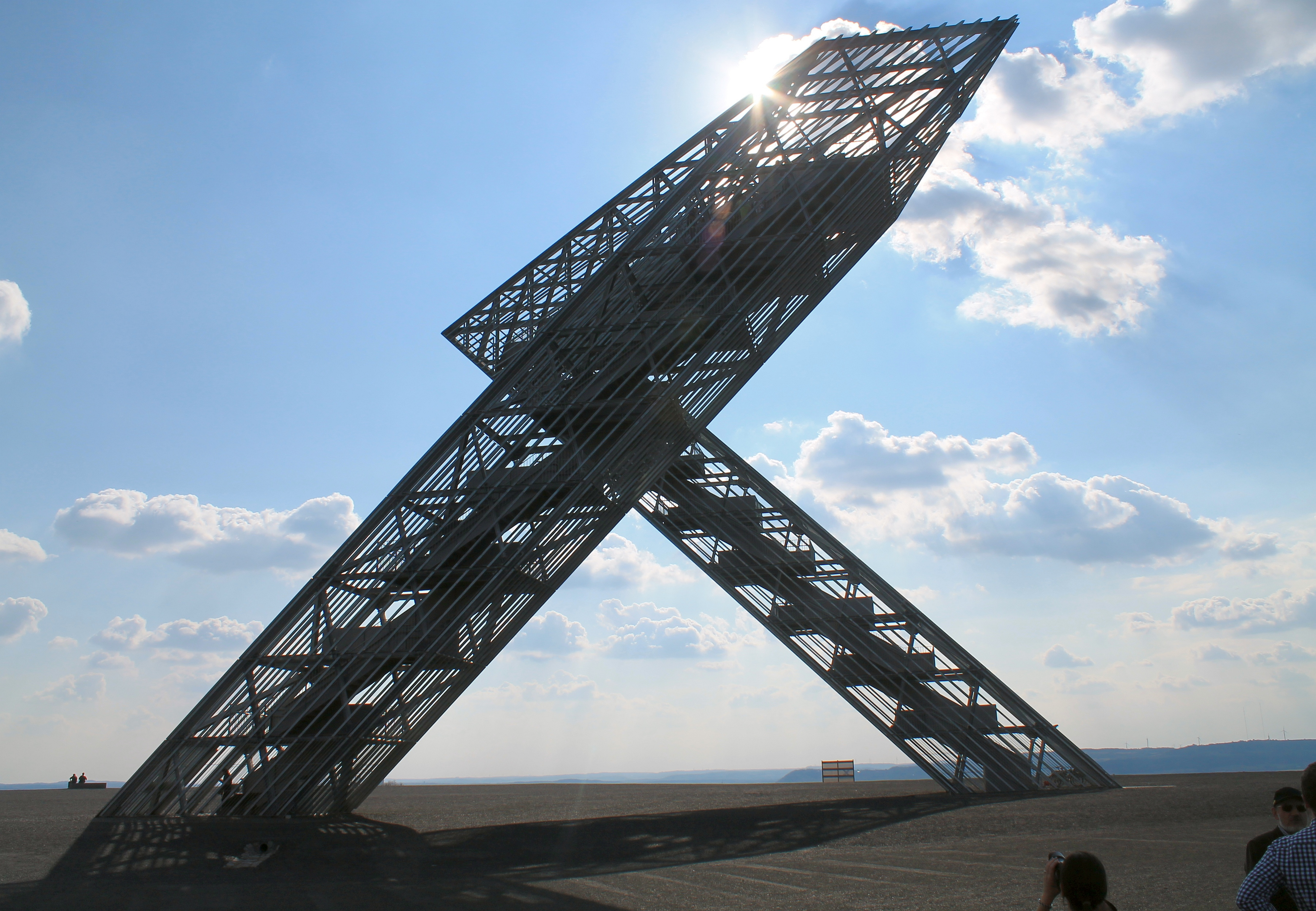
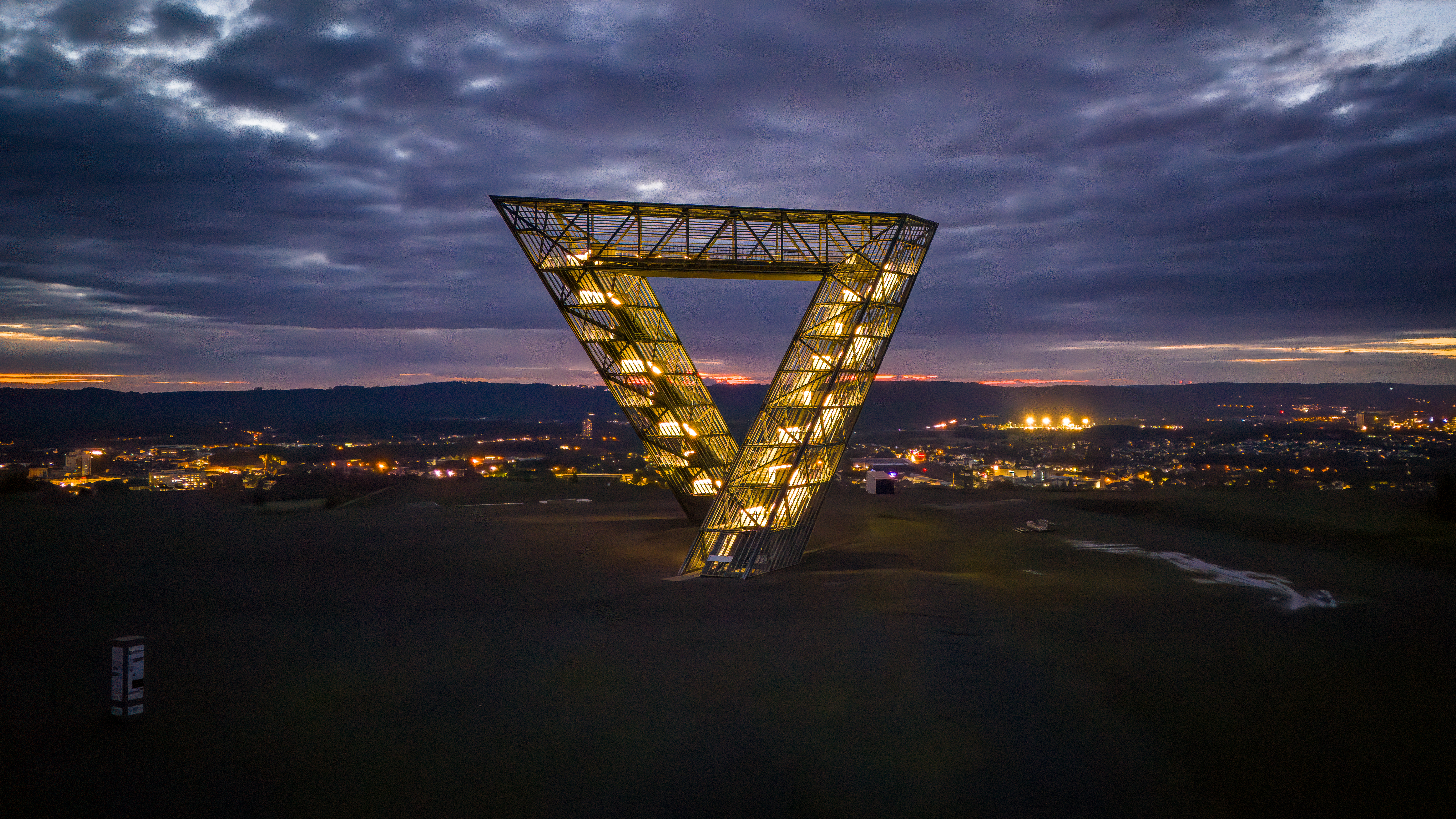
Abends ist das Saarpolygon von innen beleuchtet
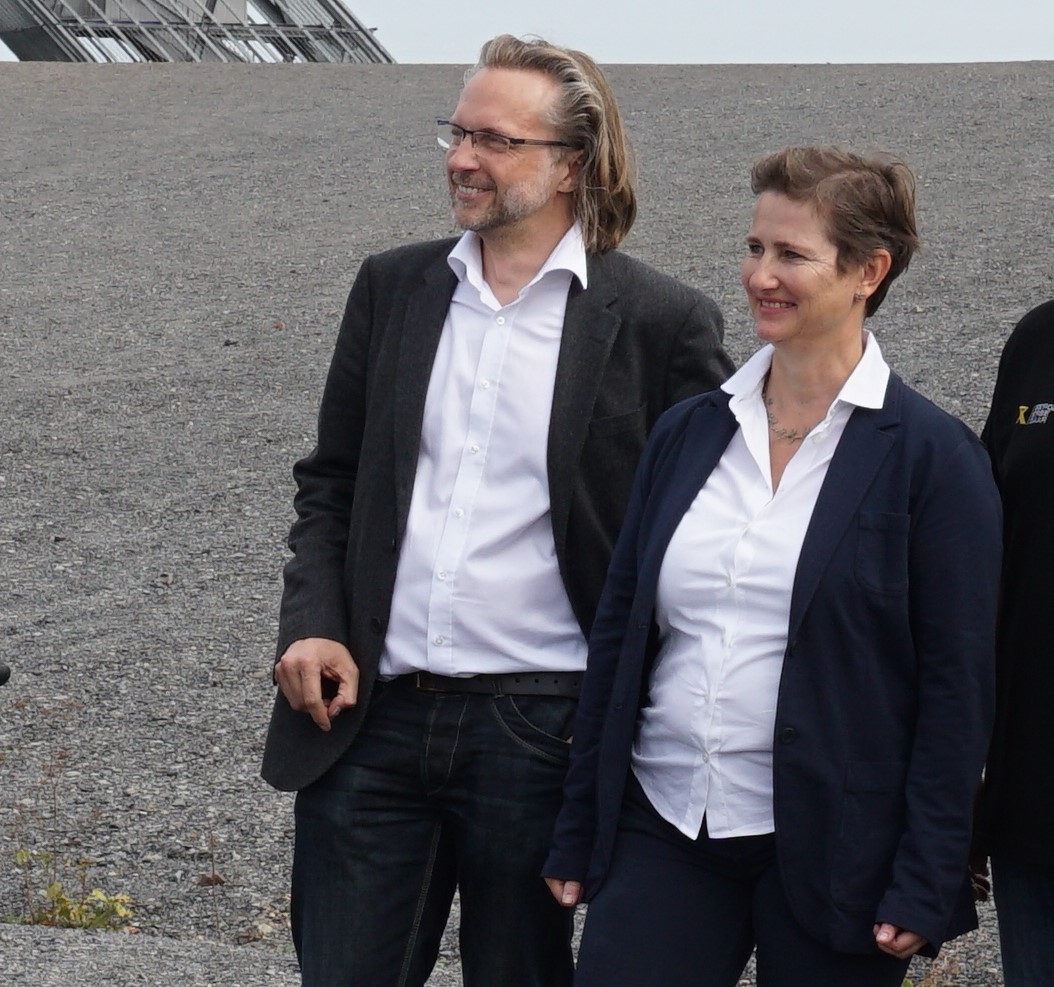
Oliver Sachse und Katja Pfeiffer, Architekten des Saarpolygons
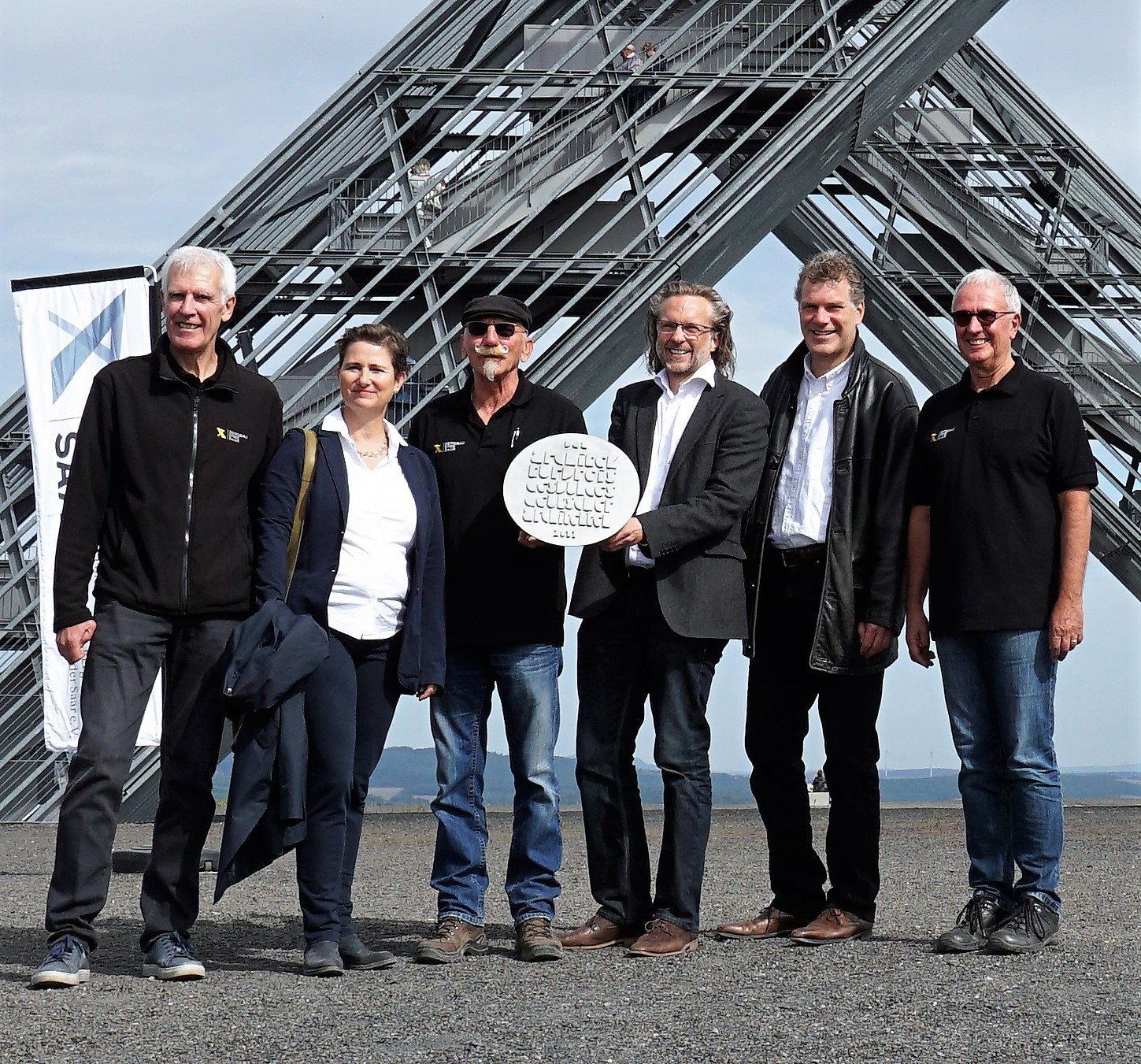
Überreichung der Plakette zum BDA-Preis Saar 2017
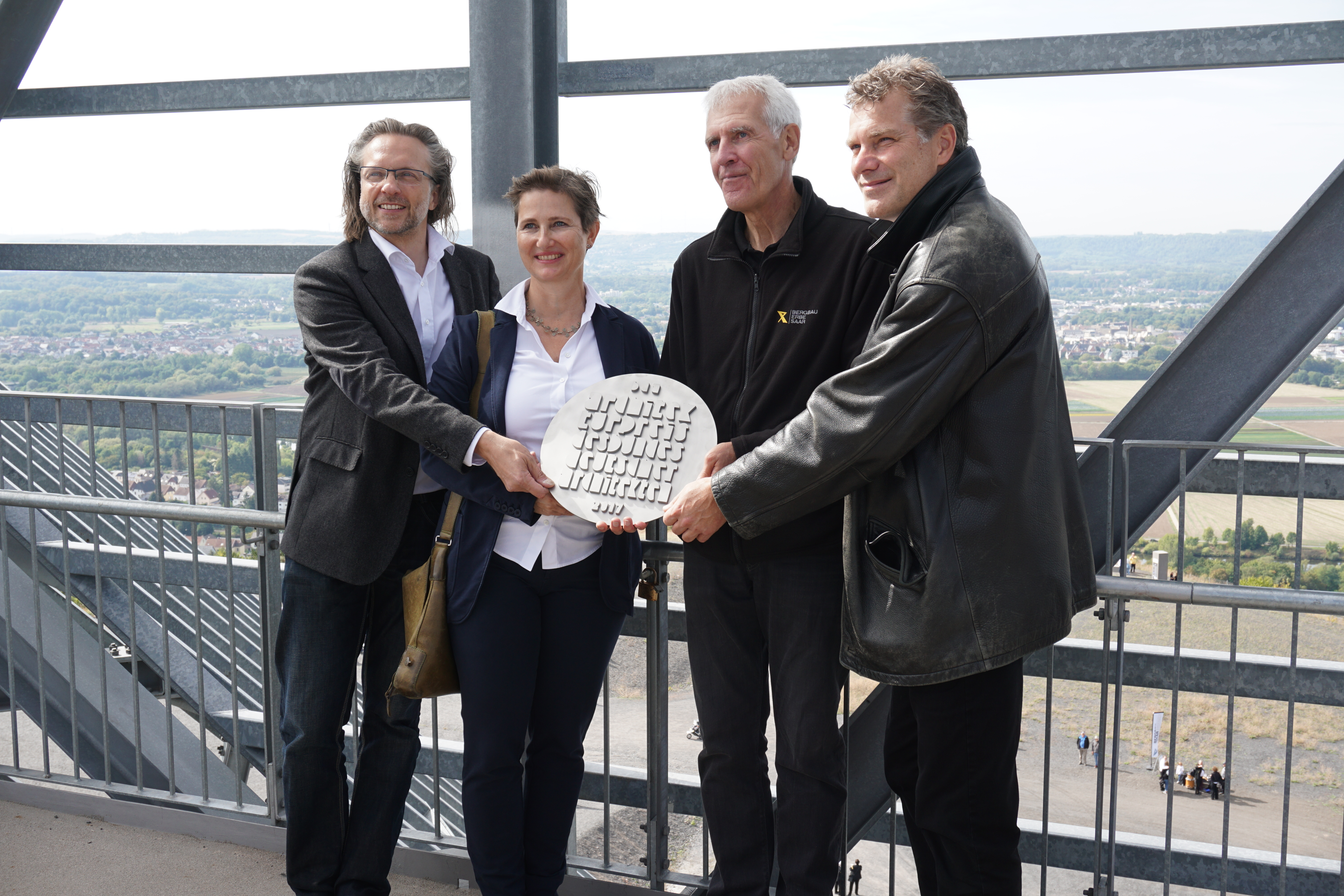
Die Plakette zum BDA-Preis Saar 2017
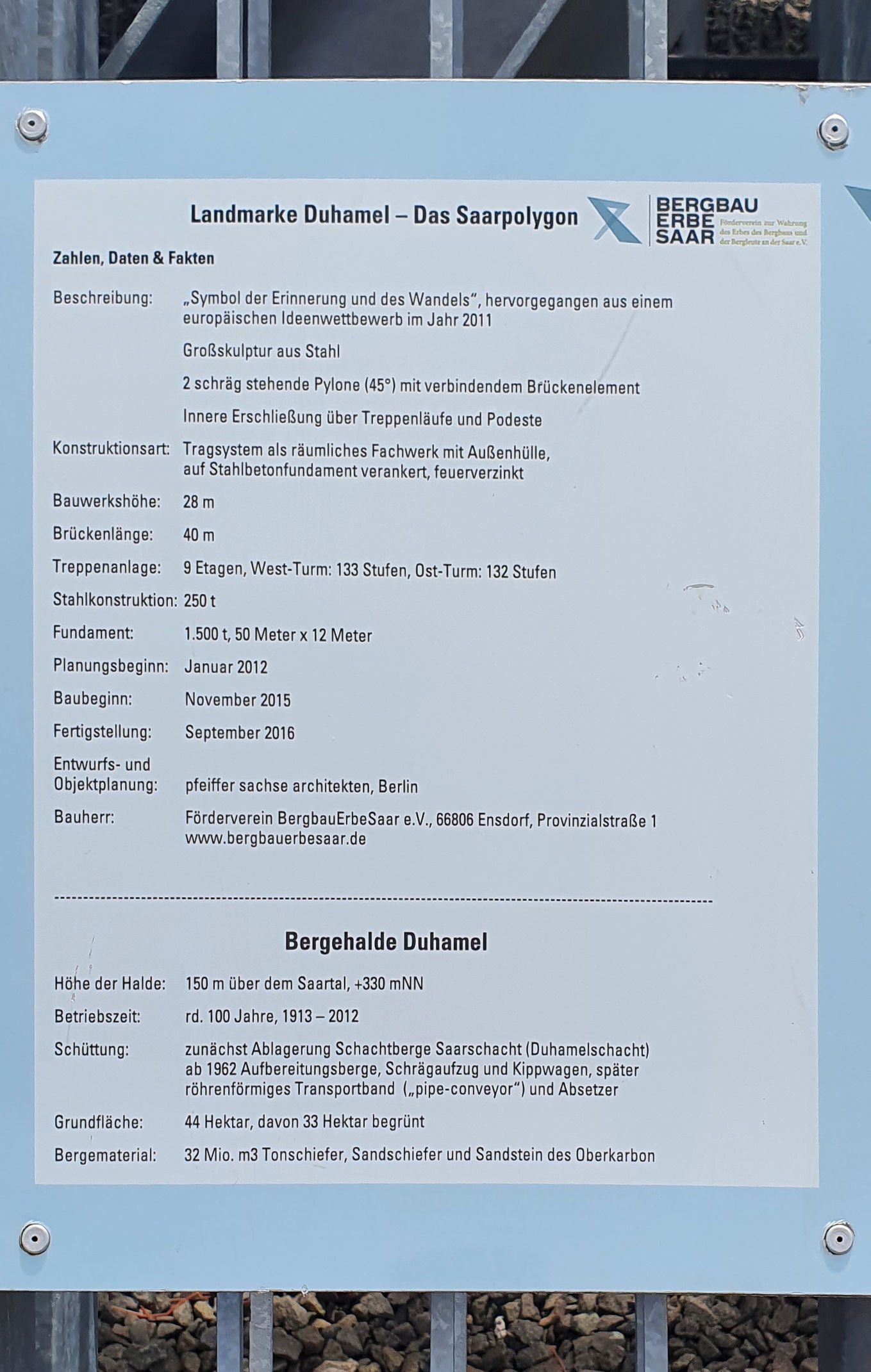
Informationstafel am Saarpolygon

## Preise und Auszeichnungen
- 1. Preis im Internationalen Ideenwettbewerb, Mai 2011[11]
- BDA-Preis für Architektur und Städtebau im Saarland 2017[12]
- Deutscher Verzinker-Preis für Architektur und Metallgestaltung 2017[13]
- Global Galvanizing Awards 2018: Highly Commended[14]

## Trivia
2016 war das Gelände des Saarpolygons Drehort für den am 1. Januar 2018 ausgestrahlten Tatort: Mord ex Machina mit dem Ermittlerduo Stellbrink und Marx.
2022 enthielt der Geometrieteil des Abiturs im Fach Mathematik in mehreren deutschen Bundesländern (u. a. Bayern und Niedersachsen) eine Aufgabe über das Saarpolygon.